# Orestsarkophag
Als Orestsarkophag (Orest-Sarkophag) werden römische Steinsarkophage aus dem 2. Jahrhundert n. Chr. bezeichnet, die Reliefs mit Szenen aus den klassischen Tragödien der Oresttrilogie des Aischylos (Orestie) und der Iphigenie bei den Taurern des Euripides zeigen. Bei den Darstellungen auf den Sarkophagreliefs, die die Ermordung des Aigisthos und der Klytaimnestra zeigen, werden traditionelle Elemente des Mythenstoffes aufgegriffen, jedoch unter einem veränderten Blickwinkel vorgestellt.

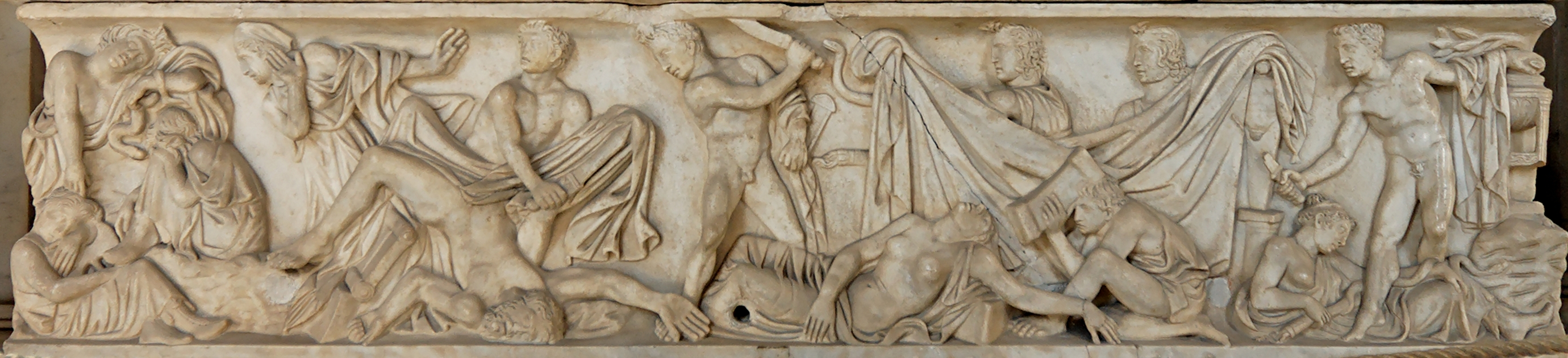
Orestsarkophag in der vatikanischen Galleria dei Candelabri (Inv.2513.)

## Kunsthistorischer Hintergrund
In spätrepublikanischer Zeit und noch während der julisch-claudischen Dynastie war die Feuerbestattung in Rom die Regel, während unter der Herrschaft Trajans (98–117) die bereits in frührepublikanischer Zeit praktizierte Erdbestattung unter Verwendung verzierter Steinsarkophage zunehmend Verbreitung fand. Da es in Italien üblich war, den Sarkophag an eine Wand oder in eine Nische der Grabstätte zu stellen, blieb die Rückseite häufig glatt.
Zu Beginn des 2. Jahrhunderts n. Chr. verwendete man zur Dekoration der Front- und Stirnseiten statt der bisher üblichen floralen oder emblematischen Motive Bilder griechischer Mythen als Reliefschmuck. Auch der Deckel wies an der Vorderseite einen schmalen, reliefverzierten Streifen auf. Bei der Wahl des Sujets konnte man mit den klassischen Tragödien der Orestie des Aischylos und der Iphigenie bei den Taurern des Euripides auf berühmte literarische Quellen zurückgreifen.
Die Orestsarkophage lassen sich dementsprechend in zwei thematisch getrennte Gruppen einteilen. Auf den Sarkophagen der ersten Gruppe ist die Ermordung des Aigisthos und der Klytaimnestra, auf denen der zweiten die Episoden um die Wiederfindung der Iphigenie in Tauris dargestellt, dabei kehren auf den Basreliefs zwölf Bildmotive in typologisch stark standardisierter Form wieder. Die Datierung dieser Sarkophage ist in der Forschung recht einheitlich. Alle gehören in die Zeitspanne von 140 bis etwa 180 n. Chr. Trotz der deutlichen thematischen Trennung gibt es im Bildrepertoire beider Gruppen Überschneidungen. Für die Mittelszene, Orestes nach dem Muttermord die Furien erblickend, wird ein Gemäldezyklus des Theon von Samos aus der zweiten Hälfte des 4. Jahrhunderts v. Chr. als Vorlage angenommen. Die Bilder sind jedoch nicht mehr erhalten. Welcher Dichtung der Maler dabei folgte, ist nicht bekannt. Bis heute werden die Orestsarkophage vor allem nach ihrem Quellenwert für Illustrationen von Dramenszenen betrachtet.

## Deutung des Sujets

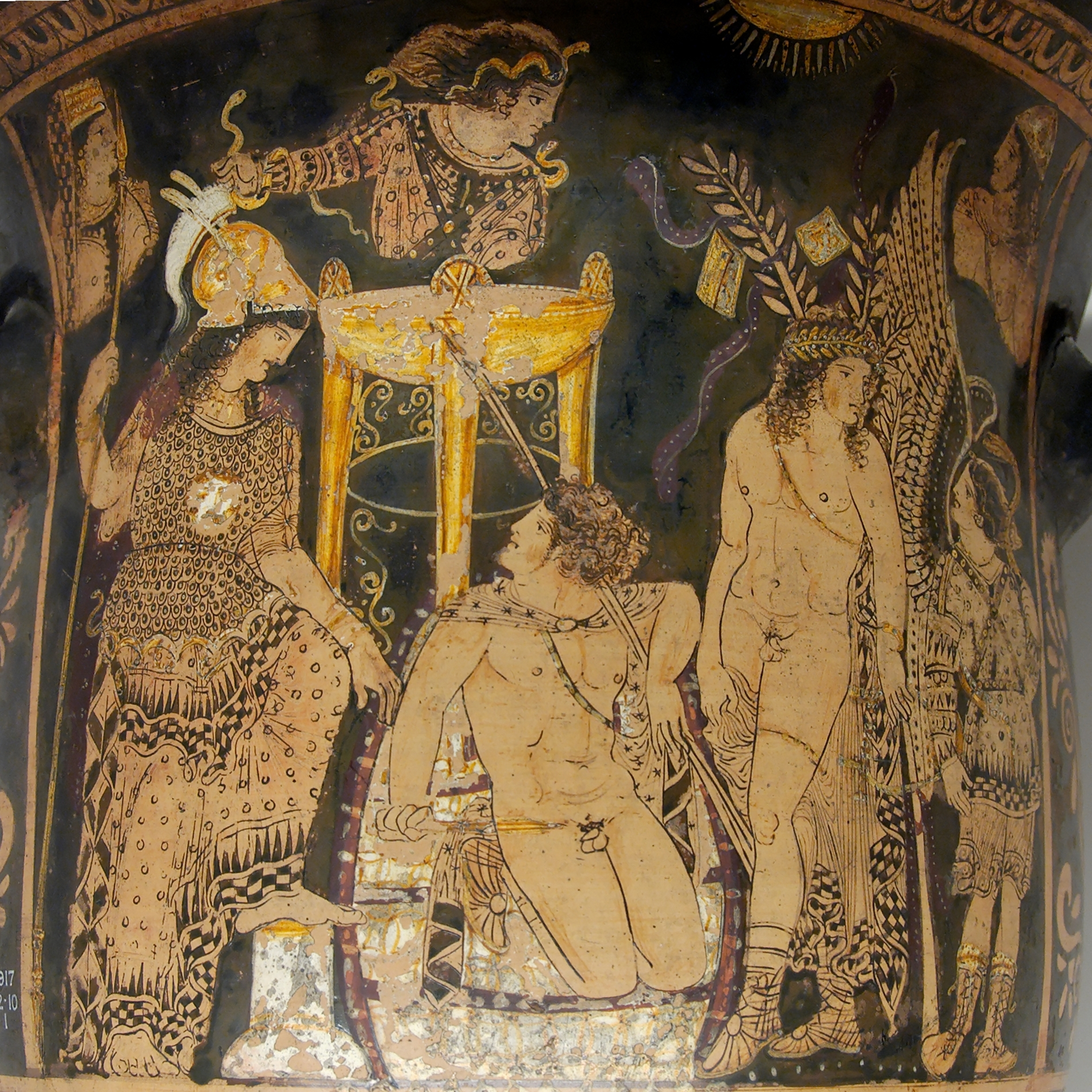
Orest in Delphi, Arthur D. Trendall, Rotfigurige Vase aus Pestum, Nr. 2/244, pl. 91 (Britisches Museum)

Die ältesten der Neuzeit bekannten stadtrömischen Orestsarkophage sind die Exemplare in Madrid aus der Abtei Santa María de Defesa Brava im nordwestspanischen Husillos sowie aus Rom selbst die beiden Exemplare im Palazzo Giustiniani und im Museo Pio-Clementino (Galleria dei Candelabri). Darüber hinaus gibt es noch zahlreiche, typologisch nah verwandte Sarkophagreliefs. Das Sujet blieb jedoch lange ungedeutet. Ein erster Deutungsversuch ist aus dem 16. Jahrhundert von dem spanischen Historiker Ambrosio de Morales überliefert. Er vermutete, dass auf dem Sarkophagrelief von Husillos der Mord an Horatiern und Curiatiern, ein Ereignis aus der Frühgeschichte Roms, dargestellt ist. Johann Joachim Winckelmann schlug schließlich 1767 in den Monumenti inediti als erster eine mythologische Deutung vor: den Mord an Agamemnon und Kassandra durch Aigisthos und Klytaimnestra. Doch im Frühjahr 1786 fand Arnold Heeren, ein 27-jähriger promovierter Historiker, während einer Studienreise nach Italien die plausiblere und noch heute allgemein akzeptierte Deutung des Sujets: das Sarkophagrelief zeigt Szenen aus der Orestie des Aischylos. In einer von ihm im Sommer des gleichen Jahres publizierten Schrift macht er den Orestsarkophag im Museo Pio Clementino zu einem exemplarischen Fall, an dem man „Schritt für Schritt dartun könne, daß der Künstler in die Fußstapfen des Dichters trat.“ Nach Auseinandersetzung mit den Thesen Winckelmanns entwickelt Heeren seine eigene Interpretation des Sarkophagrelief und begründet diese mit Textstellen aus zwei Teilen der Orestie, den Choephoren und den Eumeniden.
Anders als später die Gelehrten des 19. Jahrhunderts postuliert Heeren jedoch noch keine grundsätzliche Abhängigkeit der bildenden Kunst von der Literatur, sondern gesteht den Künstlern gestalterische Freiheiten zu.

## Klassifizierung der Orestsarkophage
Die erste systematische Untersuchung und Klassifizierung der Orestsarkophage legte Carl Robert 1890 mit dem zweiten Band des Corpus der antiken Sarkophagreliefs – Teilbereich II: Mythologische Cyklen (ASR II) vor, der noch heute als die erste wissenschaftlich verwendbare Sekundärquelle zu den Orestsarkophagen angesehen wird. In die Form eines Korpuswerks gefasst, etablierte sich rasch Roberts typologische Einteilung der Stücke sowie sein stark textbezogener Interpretationsansatz. Jeder Szene und beinahe jeder Figur wird eine feste Dramenstelle zugeordnet. Obwohl er eine vollständige und detaillierte Bibliographie der Besprechung der Stücke voranstellt, verzichtet er auf die Darstellung der Forschungsdiskussion. Charakteristisch für Robert ist, dass er sich bei der Behandlung der Reliefs weitgehend auf eine Identifikation mit aischyleischen Dramenszenen beschränkt.

## Textnahe Interpretation der Sarkophage

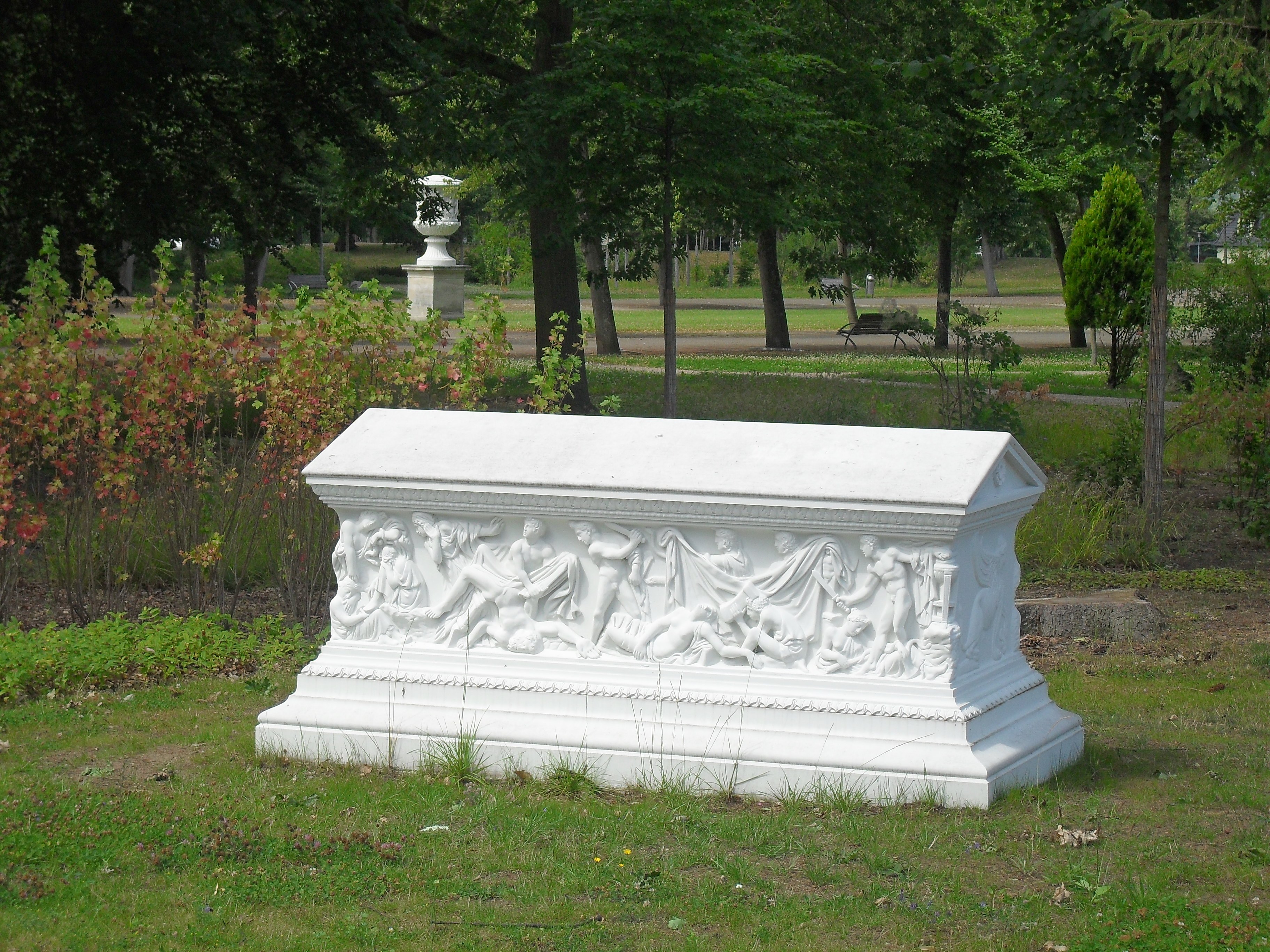
Abgüsse des Orestsarkophags aus der vatikanischen Galleria dei Candelabri, aufgestellt im Neustrelitzer Schlosspark

Die Orestsarkophage, die den Mord an Aigisthos und Klytaimnestra darstellen – Ruth Bielfeldt bezeichnet sie als Mordsarkophage – werden von Carl Robert im Corpus (ASR II) in zwei Klassen eingeordnet und detailliert beschrieben. Die Darstellungen auf den Sarkophagen der zweiten Klasse bieten nach seiner Auffassung genaue Illustrationen zum Text der Orestie des Aischylos: „Die Anordnung der Szenen ist bei allen die gleiche. Den Mittelpunkt bildet stets die Schlussszene aus den Choephoren des Aischylos, wo Orest nach dem vollbrachten Muttermord die nahenden Furien erblickt (Verse 973–979). Daran schließt sich links die Darstellung vom Grab des Agamemnon an, aber in zweifacher Art und Weise; bald erscheint nur der einsame Grabhügel mit den drei schlafenden Furien, bald der in der offenen Grabestür stehende Schatten des Agamemnon, dem sich Orest und Pylades anbetend nahen, während neben dem Grab eine Furie schläft, eine freie Illustration zum Prolog der Choephoren (Verse 1–9). Rechts erscheint regelmäßig Orest in Delphi über die schlafende Furie hinwegschreitend, nach dem Prolog der Eumeniden und etwas variiert (Verse 34–93). Sonst erscheinen auf den Schmalseiten bald entweder die decorativen Sphinxe, bald von den Sarkophagarbeitern frei erfundene Szenen aus demselben Mythos, bald Szenen aus dem späteren Teil der Wiederfindung der Iphigenia.“
Bei einer textbezogenen Interpretation der Reliefs auf Basis der Wiedererkennung literarischer Motive treten jedoch Widersprüche zwischen dem Aischylostext und den Bildern auf den Sarkophagen auf. So kann z. B. bei der rechten Szene, dem Aufbruch des Orest aus Delphi, von einer Wiedergabe des Dramas in der bildlichen Darstellung keine Rede sein. Der von der Pythia, der Apollonpriesterin des Orakels von Delphi, gesprochene Prolog der Eumeniden beinhaltet eine sehr anschauliche Beschreibung des den Altar umklammernden Orest, der vor einer Schar ihn bedrohender Furien Schutz sucht (V. 34–63). Schon das Motiv des mit gezücktem Schwert aufbrechenden Orest steht im Widerspruch zum Bericht der Pythia, der den Helden als einen ängstlich an den Omphalos geklammerten Flüchtling schildert. Dass auf den Orestsarkophagen von der Furienmeute nur eine einzige übriggeblieben ist, die zudem noch als anmutige junge Frau erscheint, ist ebenfalls ein in der Forschung häufig bemängelter Verstoß gegen Aischylos. Auch ist der Moment des Aufbruchs von Delphi nach Athen nach der Entsühnung des Orest durch Apoll nicht Thema der Inszenierung im Drama. Allein dem Dialog zwischen Apoll und Orest, in dem der Gott dem Gejagten seinen Beistand zusichert, ist zu entnehmen, dass zunächst Apoll und später Hermes Orest schützendes Geleit gewähren.
Selbst das Mordgeschehen weicht von dem Handlungsverlauf im Drama ab. So werden zwei literarische Darstellungen der Orestie von der Forschung benannt, die sich nicht mit dem Bild auf den Sarkophagen in Übereinstimmung bringen lassen; das ist zum einen das auf der Bühne selbst gar nicht gezeigte und daher im Drama auch nicht ausgestaltete Mordgeschehen, zum anderen die Szene, in der Orest dem Volk die Leichen der Ermordeten vorführt (V. 973 ff.) und etwas später erstmals die Rächerinnen seiner Mutter erblickt (V. 1048 ff.). Auch ist der hinter der Klytaimnestra kauernde Sklave nicht ihr in den Choephoren als treu und tapfer charakterisierter Diener. Dieser war kurz vor dem Mord fortgeschickt worden, um ein Beil zur Verteidigung seiner Herrin zu holen. Die alte Amme des Orest Kilissa steht bei Aischylos natürlich auf Seiten ihres Zöglings. Man wird sie wohl kaum in der verschreckt davonstürzenden Alten auf dem Sarkophag wiedererkennen.
Auch die Begegnung von Orest und Pylades mit dem Schatten des Agamemnon, die nur in der Szene links auf dem Orestsarkophag aus der Tomba della Medusa dargestellt ist, hat kein literarisches Äquivalent in der Orestie. Selbst Carl Robert schreibt im Corpus dazu, dass es sich um eine freie Illustration handelt. Nach Bekanntwerden des 1839 in der Tomba della Medusa entdeckten Orestsarkophags wurde eine rege Diskussion um das Verständnis der beiden unterschiedlichen Eckszenen der Mordsarkophage und damit verbunden um die Leserichtung des Reliefs, die Bedeutung der Furie am Grab des Agamemnon, aber auch die Identität des oder der Protagonisten in der Mittelszene geführt. Der Versuch der Rekonstruktion einer „Originalvorlage“ für die beiden Varianten der linken Szene blieb zwar fruchtlos, führte aber zu einer grundsätzlichen Neubewertung der Orestsarkophage im Palazzo Giustiniani und der Galleria dei Candelabri. Die Dreifuriengruppe links auf deren Sarkophagreliefs wird nun als motivisch eigenständig und auch als inhaltlich losgelöst von der Szene des Aufbruch des Orest aus Delphi rechts verstanden. Somit etablierte sich auch für diese Sarkophage die Vorstellung einer echten Dreiszenigkeit und einer chronologischen Leserichtung von links nach rechts.
Der Vergleich von Bildfassung und literarischer Szene macht deutlich, dass eine möglichst textnahe Illustration nicht in der Absicht der Sarkophagbildner gelegen haben konnte. Die ins Bild gefasste Geschichte unterscheidet sich in ihren wesentlichen Zügen sowie in Details deutlich von der literarischen Version. Wie Ruth Bielfeldt in ihrer Monographie Orestes auf römischen Sarkophagen schrieb, wollten die „Sarkophagbilder ganz offensichtlich nicht als Nacherzählungen einer literarisch vorliegenden Geschichte verstanden werden. Sie greifen traditionelle Elemente des Mythenstoffes auf, stellen ihn jedoch unter einem veränderten Blickwinkel vor, indem sie ihn mit aus anderen Verständniszusammenhängen gewonnenen Motiven verknüpfen: auf den Sarkophagen entsteht auf diese Weise eine ganz neue, ‚unerhörte‘ Orestie.“